# Giuseppe Carissimi
Giuseppe Carissimi (Cornigliano, 10 settembre 1920 – Genova, 28 maggio 1999) è stato un calciatore italiano, di ruolo centrocampista.

## Carriera
Dopo una prima parte di carriera trascorsa nelle serie minori, nel 1945 era nella rosa della Liguria che partecipò alla Coppa Città di Genova che nei primi mesi di quell'anno sostituì il normale campionato a causa degli eventi bellici che sconvolgevano l'Europa in quel periodo. La competizione fu vinta dal Genoa che sorpassò all'ultima giornata i liguriani.
Fa la sua prima apparizione ad alto livello appena dopo la fine della seconda guerra mondiale, disputando con l'Andrea Doria l'anomalo campionato 1945-1946, scendendo in campo in 21 occasioni. A fine stagione passa al Varese, con cui disputa il campionato di 1946-1947, andando a segno in 11 occasioni.
A fine stagione torna a Genova con la maglia della Sampdoria. In blucerchiato Carissimi disputa 15 incontri in massima serie, inizialmente da centrocampista, quindi da mezzala, alternandosi in formazione con Giorgio Barsanti, e andando a segno in 3 occasioni. In seguito non viene confermato e nella stagione successiva si trasferisce al Prato, con cui si aggiudica il campionato di 1948-1949, e con cui disputa il campionato di 1949-1950, conclusosi con l'immediata retrocessione dei toscani. L'annata successiva vince nuovamente il campionato di Serie C con la maglia dello Stabia.
In carriera ha collezionato complessivamente 15 presenze e 3 reti in Serie A a girone unico e 56 presenze e 11 reti in Serie B.

## Palmarès

### Club

#### Competizioni nazionali
- Serie C: 2

Prato: 1948-1949
Stabia: 1950-1951